# Empty Threat
«Empty Threat» — сингл шотландской синтипоп группы Chvrches с их второго студийного альбома Every Open Eye. Он был выпущен в качестве четвертого сингла 19 октября 2015 на Virgin и Goodbye Records.

## Критика
Сингл в основном получил положительные отзывы музыкальных критиков.

## Список композиций
Слова и музыка всех песен — Chvrches.
| №  | Название                       | Длительность |
| -- | ------------------------------ | ------------ |
| 1. | «Empty Threat» (Radio edit)    | 3:30         |
| 2. | «Empty Threat» (Album version) | 4:06         |
| 3. | «Empty Threat» (Instrumental)  | 4:05         |

## Чарты
| Чарт (2015)                                | Максимальная позиция |
| ------------------------------------------ | -------------------- |
| Бельгия/Фландрия (Ultratip Bubbling Under) | 79                   |